# 李觀生

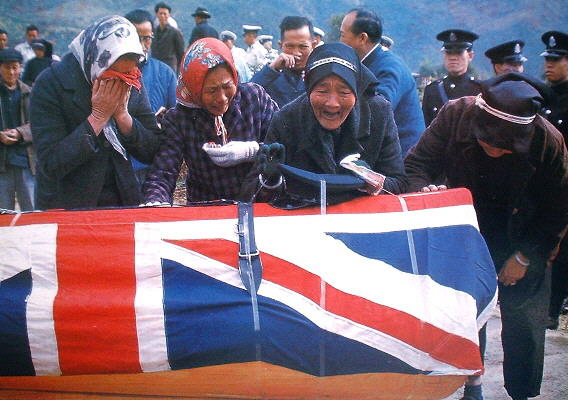
在錦田被左派暴徒槍殺的殉職警員李觀生出殯，家屬悲慟不已。

李觀生（1946年—1967年12月9日），皇家香港警察殉職警員（編號3810），未婚，於六七暴動期間在新界元朗錦田巡邏時，被左派暴徒搶奪佩槍將其射殺，終年21歲。

## 簡歷

### 早年
李觀生出身於新界大埔九龍坑村，於九龍坑公立育賢學校畢業，後來在大埔一所夜間中學就讀兩年，於1964年成功投考加入警務處，成為警員，期間曾經駐守位於荃灣、大埔及船灣淡水湖各警署，及至遇害前一週，始被調派在八鄉駐守。

### 遇害

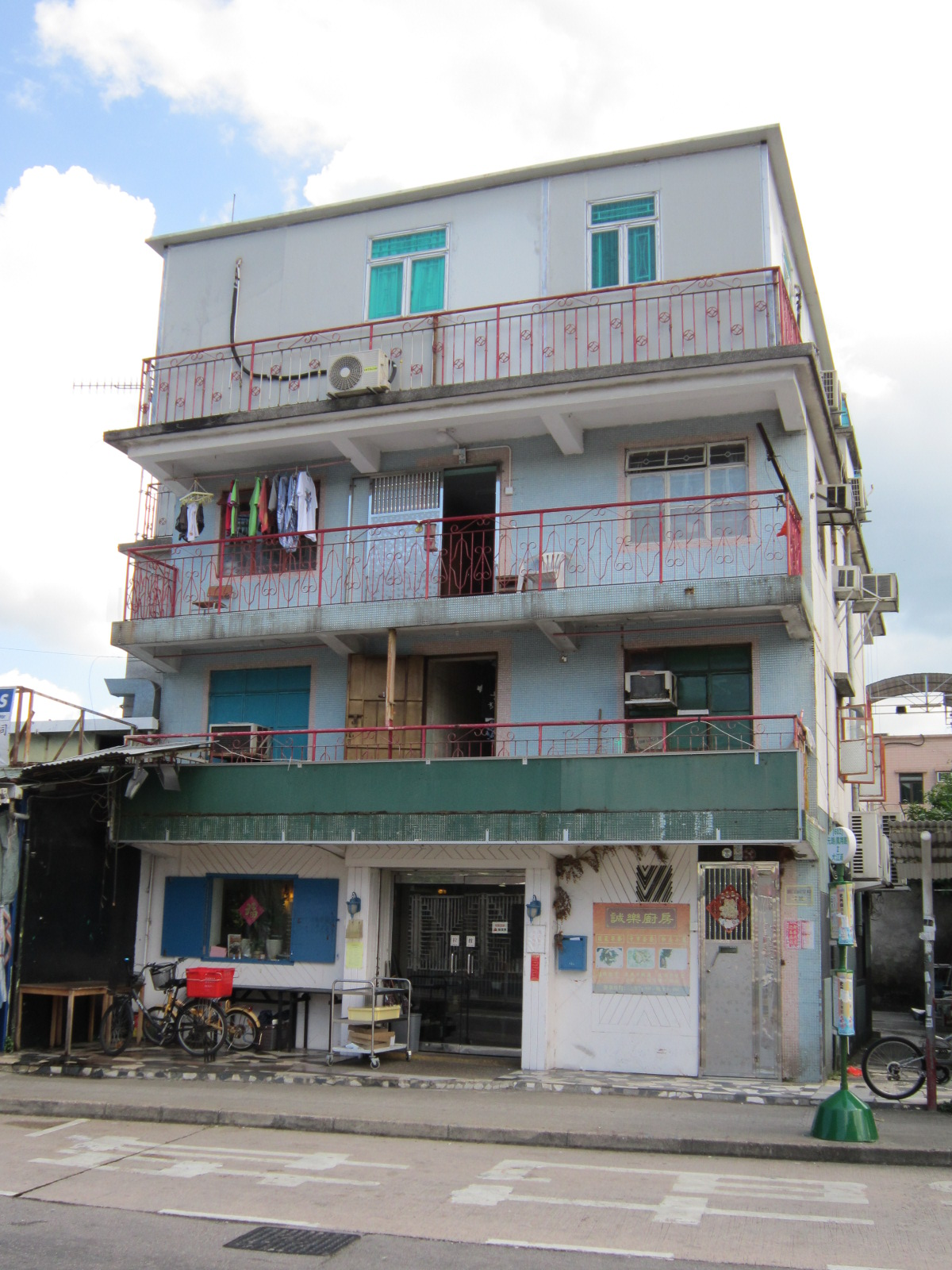
祠堂村2號為李觀生之遇害地點

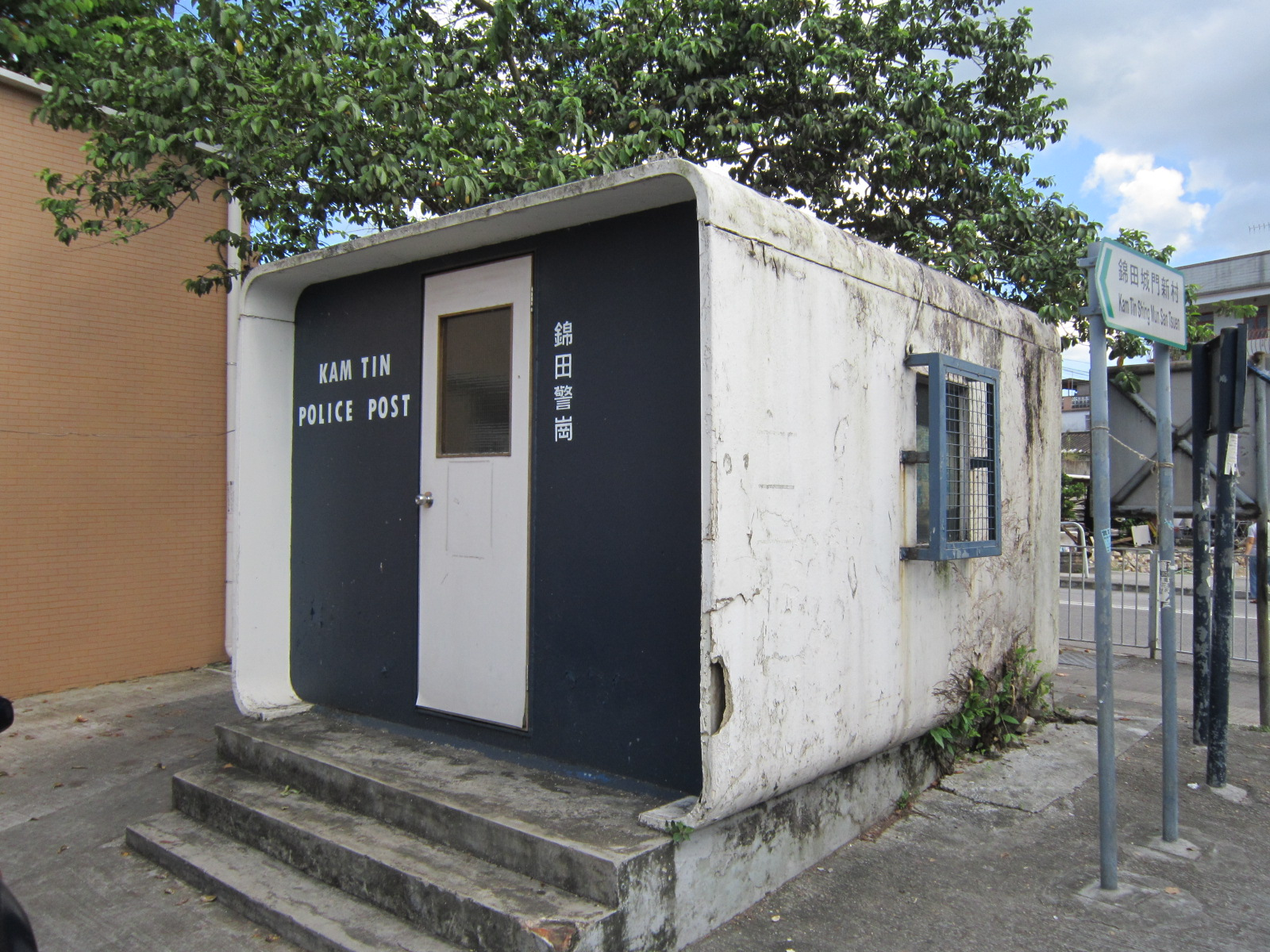
李觀生被左派暴徒槍擊後，負傷步回錦田警崗

1967年12月9日，李觀生與警員同袍張炳發（編號5987）在錦田警崗附近一帶巡邏，在距離警崗30米的祠堂村村口華昌米酒莊處遭到左派暴徒搶奪佩槍，兇徒向李觀生連轟兩槍。李觀生負傷步回警崗，撥打直線電話向八鄉警署報告，最終在警崗失救，傷重死亡。其遺體於同年12月13日出殯，靈柩被蓋上英國國旗，被安葬在九龍坑村七斗種環仔山。

## 緝捕兇徒及審訊
兩名左派暴徒盜得李觀生之佩槍後逃走，同行的警員張炳發向疑兇開槍，其間疑兇羅麟中槍倒地，被當場拘捕，被送往伊利沙伯醫院羈留病房接受治療。
警務處包括政治部在連日行動中共拘捕了逾30名左派分子，懷疑與上述的案件有關，包括被當場抬掄的羅麟、左派打石工會主席兼為港九各界同胞反對港英迫害鬥爭委員會會員劉三、鍾德和前警員蘇長壽等。被捕人士中，不少與左派武裝組織新界戰鬥行動組有關。
羅麟在傷癒後接受審判，高等法院於1968年3月29日宣判其兩項搶奪警槍及子彈罪名成立，入獄12年。
另外一名疑兇何祥（又名何樹祥、陳子祥、陳樹祥），警察相信該人為黑社會成員，與於8月份在尖沙咀發生的一宗金舖劫案有關，及於此宗殺警案中涉及搶走警槍，案發後一直在逃。據說何祥經由打鼓嶺進入華界羅芳村，在潛逃中國大陸期間，自行將兩把從死者及另外一名警員文天倫偷得之警槍交予當地的武裝組織，使到警察無法尋回有關失槍。
1971年9月22日，何祥在爆竊上水滙豐銀行分行期間失手，在八鄉一間木屋內被拘捕。最高法院於同年12月裁定何祥一項謀殺罪及兩項搶奪警槍罪罪名成立，其中謀殺罪被判處繯首死刑，另兩項搶槍罪合共被判處入獄12年，由於首項謀殺罪罪名成立而成為死囚，翌年3月香港總督麥理浩赦免何祥的死刑，改為25年有期徒刑。及至1974年1月29日，何祥在小欖精神治療中心越柙逃去，翌日於深水埗元洲街被擒回。
自1970年代起，香港政府有計劃地陸續將於六七暴動期間因觸犯緊急法例而被拘捕及關押的左派重犯提早釋放，羅麟於1972年11月28日獲釋。

### 案發地點、犯罪組織及兇徒
- 祠堂村
- 港九各界同胞反對港英迫害鬥爭委員會
- 何祥
- 羅麟

### 六七暴動期間左派份子殺害警察案件
- 灣仔告士打道爆炸案：警員杜雄光於1967年10月13日在灣仔告士打道被炸彈炸死。
- 怡和街爆炸案：高級督察麥基雲於1967年11月5日在銅鑼灣怡和街被炸彈炸死。
- 石硤尾刺斃警員搶槍案：警員薛振鴻於1967年11月28日在石硤尾被三名左派兇徒用利器刺死及搶去佩槍。

## 外部連結
- 六七暴動Wiki - 李觀生
- CACC 984/1971 HO CHEUNG ALIAS HO SHU CHEUNG ALIAS HO WAH v. THE QUEEN （页面存档备份，存于）